# Paweł IV (papież)
Paweł IV (łac. Paulus IV, właśc. Giovanni Pietro Carafa CRT; ur. 28 czerwca 1476 w Capriglia Irpina, zm. 18 sierpnia 1559 w Rzymie) – papież w okresie od 23 maja 1555 do 18 sierpnia 1559. Jeden z założycieli zakonu teatynów.

## Życiorys
Wywodził się z neapolitańskiej szlachty, był synem Giovanniego Antonia Carafy i Vittorii Camponeschi. W 1494 wstąpił do stanu duchownego. O jego edukację zadbał wuj, kardynał Oliviero Carafa (1430-1511). Nauczył się kilku języków starożytnych, m.in. greki i hebrajskiego. W 1500 został szambelanem papieskim. Dzięki protekcji wuja w 1505 został biskupem Chieti, a w 1512 uczestniczył w V Soborze Laterańskim. Następnie, w latach 1513-1514 był legatem Leona X wobec króla Anglii Henryka VIII. W czasie tej misji odwiedził Flandrię, gdzie nawiązał kontakt z Erazmem z Rotterdamu. W latach 1515–1519 był nuncjuszem w Hiszpanii. W 1518 został nominowany arcybiskupem Brindisi, zachowując diecezję Chieti. Po wystąpieniu Lutra, sympatyzujący dotąd z humanistami, Carafa przeszedł na pozycje im wrogie, upatrując w nich potencjalnych heretyków. Od pontyfikatu Hadriana VI działał na rzecz kontrreformacji. Aby móc sprostać temu zadaniu, w 1524 wyrzekł się posiadanych lukratywnych urzędów (w tym obu biskupstw) i stanął na czele zakonu żebraczego teatynów.
Wybrany w 1534 papież Paweł III wezwał Carafę do Rzymu i 22 grudnia 1536 mianował go kardynałem. Od roku 1537 do 1541 był kardynałem prezbiterem San Sisto, od 1541 do 1543 – kardynałem prezbiterem San Clemence, a od 1543 do 1544 kardynałem prezbiterem Santa Maria in Trastevere. Był jednym z czołowych współpracowników tego papieża w reformowaniu Kurii Rzymskiej, należał do kilku komisji kardynalskich poświęconych temu zagadnieniu. W 1542 wszedł w skład trybunału Rzymskiej Inkwizycji, gdzie był znany ze swojej bezkompromisowości. W 1544 został kardynałem biskupem Albano, a następnie Sabiny (1546), Frascati (1550), Porto e S. Rufina (1553) i na koniec Ostia e Velletri (1553). W 1537 Paweł III mianował go arcybiskupem Chieti, a w 1549 przeniósł do archidiecezji Neapolu. Od 1553 sprawował funkcję dziekana Kolegium Kardynałów. Na papieża został wybrany 23 maja 1555 i przyjął imię Paweł IV.

## Pontyfikat
Jako papież dążył do pogłębienia przeprowadzanych reform w Kościele, był jednak przeciwny kontynuowaniu obrad soboru trydenckiego. Reformy te chciał wprowadzać samodzielnie, opierając się głównie na odnowionej Inkwizycji, której pracami kierował bezpośrednio aż do 1558, gdy wyznaczył kardynała Michele Ghisleri nowym Wielkim Inkwizytorem. Przyczynił się do opublikowania pierwszego oficjalnego indeksu ksiąg zakazanych w 1559 (nieoficjalne spisy ksiąg zakazanych publikowane przez Inkwizycję ukazywały się już od 1543). Był przeciwny jakimkolwiek negocjacjom z protestantami, uważając ich za heretyków. Potępił augsburski pokój religijny z 1555. Podejrzeń o herezję nie uniknęli nawet kardynałowie. W 1557 nakazał wytoczenie procesu kardynałowi Giovanni Girolamo Morone i Reginaldowi Pole, i to pomimo że ten ostatni kierował wówczas dziełem rekatolicyzacji Anglii. Morone został wtrącony do więzienia, natomiast Pole uniknął tego losu tylko dlatego, że zmarł w 1558 w Anglii. Morone po śmierci Pawła IV został oczyszczony z zarzutów. Bardziej uzasadnione były represje wobec kardynała Ippolito d’Este, któremu papież zarzucił symonię. Wpływowy kardynał z książęcego rodu Ferrary uniknął więzienia, ale musiał udać się na wygnanie. Bulla Cum ex apostolatus officio z 15 lutego 1559 uznawała za nieważny wybór heretyka na papieża – powszechnie uważano, że ostrze tej bulli było wymierzone przeciwko kardynałom Morone i d’Este, którzy obaj uchodzili za papabile. Przyczynił się też do zamknięcia Żydów w getcie otoczonych murem, potępił również judaizm w swej bulli Cum nimis absurdum i nakazał nosić judaistom charakterystyczne nakrycia głowy. Swoją decyzję argumentował podejściem wyznawców religii mojżeszowej do chrześcijan i samej osoby Jezusa z Nazaretu. Paweł IV starał się wyplenić z Rzymu oznaki rozpusty. Pokładał nadzieję w przestrzeganiu celibatu wśród duchownych i zasad obyczajności wśród osób świeckich, czym naraził się na gniew zdemoralizowanej części duchowieństwa i licznych kurtyzan rzymskich. Kobietom zabraniał noszenia sukien z głęboko wyciętymi dekoltami.
Pod względem politycznym Paweł IV był zdecydowanym przeciwnikiem Hiszpanii, którą uważał za okupanta swojej ojczyzny, Neapolu. W grudniu 1555 zawarł antyhiszpański sojusz z Francją, jednak wojna, podczas której papież nie wahał się wzywać na pomoc muzułmańskich Turków, zakończyła się dla wojsk papieskich i Francji totalną klęską: pokój w Cateau-Cambrésis z 3 kwietnia 1559 ugruntował dominację Hiszpanii we Włoszech.
Program reform wdrażany przez Pawła IV nie przewidywał zniesienia nepotyzmu. Przeciwnie, wspierał on swoją rodzinę w nie mniejszym stopniu niż Aleksander VI czy Paweł III. Jego bratanek Carlo Carafa został w 1555 kardynałem, legatem Bolonii i superintendentem Państwa Kościelnego. Do Kolegium Kardynalskiego powołał też dwóch dalszych krewnych: Diomede Carafa i Alfonso Carafa. Carlo stał się prawą ręką papieża i szybko zdobył złą sławę. Był brutalny, chciwy i prowadził rozwiązły tryb życia. W trakcie wojny z Hiszpanią papież skonfiskował lenno Paliano, należące dotąd do prohiszpańskiego rodu Colonna, co nastawiło ten ród wraz z jego klientelą przeciwko Pawłowi IV i jego krewnym. Lenno to otrzymał Giovanni Carafa, brat Carla.
Występki Carlo Carafy długo były niezauważane przez Pawła IV, gdy jednak w styczniu 1559 przedstawiono papieżowi listę jego przestępstw, nadużyć i niemoralnych zachowań, popadł on w niełaskę, został pozbawiony władzy i wygnany z Rzymu.
Autokratyczny styl rządów Pawła IV i nadużycia jego krewnych, po jego śmierci doprowadziły do zamieszek. Wzburzony lud usiłował uniemożliwić jego pochówek. Splądrowano budynek Inkwizycji i zdewastowano pomnik papieża. Na jego głowę jeden z Żydów założył żółty kapelusz hańby, który nosili mieszkańcy getta.
Jego następca Pius IV wytoczył procesy członkom rodziny Carafa, kilku z nich (w tym kardynał Carlo i jego brat Giovanni) zostało straconych.
Kreował 18 kardynałów na trzech konsystorzach (lub 19 na czterech konsystorzach, jeśli liczyć Williama Peto, który nie przyjął nominacji).
Grobowiec papieża znajduje się w rzymskiej bazylice Santa Maria sopra Minerva.